# 路得·普福
路得·卡特琳娜·馬塔·普福（德語：Ruth Katherina Martha Pfau，1929年9月9日—2017年8月10日），是一位德國天主教修女和醫生，她一生在巴基斯坦幫助痲瘋病患者。

## 生平
1929年出生在德國萊比錫，路得·普福是德國出生的巴基斯坦人道主義者, 她有五個姐妹和一個弟弟。當第二戰世界大戰結束後，蘇聯軍隊佔領德意志民主共和國, 她同她家人逃到德意志聯邦共和國，並選擇醫藥為她未來的職業生涯。1949年時路得·普福在在美茵茨讀醫學，但她感覺她自己的生活不夠滿足。1962年時，路得·普福加入了一間宗教秩序到印度，但因簽證問題，她停留在巴基斯坦。她來到卡拉奇並視察了火車站背後之痲瘋病患者聚居地位於麥克里奧德路。在那邊路得·普福決心把她終生用來照顧那些病人。她開始給痲瘋病患者在貧民區小屋接受治療。因此「瑪麗·阿德萊德·麻風病中心」 的痲瘋病患者社會組織機構被創建，1963年四月買了一間麻風病診所，然而患者從卡拉奇、巴基斯坦及阿富汗都來接受治療。 
自那時以來工作增長迅速, 小治療中心在卡拉奇與巴基斯坦各個地區成立，醫務工作者和社會工作者培訓被提供，健康教育漸漸克服了任何傳統的妨礙或恐懼。
路得·普福有時到巴基斯坦遙遠地區, 那裡經常沒有痲瘋病患者的醫療設施，所以她經常收集德國和巴基斯坦捐款並與拉瓦爾品第和卡拉奇醫院合作。她在巴基斯坦和國外被確認為一個傑出的人，並已獲得了許多獎項和獎章。

## 獎章
- 1969年 - 德國榮譽勳章
- 1969年 - 巴基斯坦勳章「Sitara i Quaid i Azam」.
- 2002年 - 拉蒙·麥格塞塞獎[3]
- 2003年四月被授予「真納獎」. [4]